# オムニアム・ギャザラム
オムニアム・ギャザラム（Omnium Gatherum）は、フィンランドのメロディック・デスメタルバンドである。オムニウム・ギャザラムとも表記されることがある。また、公式ウェブサイトなどでは、バンド名の頭文字をとってOGと書かれることもある。

## 略歴
1996年に、マルクス・ヴァンハラ(G)とオッリ・ラッパライネン(Vo,G)を中心に結成。オッリ・ミッコネン (B)、ミッコ・ニュカネン (Key)、ヴィレ・サロネン (Ds)がメンバーとなる。その後、1997年に1stデモ『Forbidden Decay』をリリース。リリース後、ハリ・ピッカ (G)が加入し、オッリ・ラッパライネンはボーカル専任となる。更に、オッリ・ミッコネンが脱退し、ヤリ・クーシスト (B)が加入。しかし、ヤリ・クーシストは翌年に脱退。ヤンネ・マルッカネン (B)が加入する。その後、積極的に活動し、2ndデモ『Omnium Gatherum』をリリース。1999年に3rdデモ『Gardens, Temples... This Hell』をリリース。リリース後、ミッコ・ニュカネンとヴィレ・サロネンが脱退。ヤルモ・ピッカ (Ds)が加入。キーボーディストは補充されなかった。2000年になって、中心メンバーの一人、オッリ・ラッパライネンが脱退。アンティ・フィルップ (Vo)がサポートメンバーとして参加する。アンティ・フィルップはその後正式メンバーとして加入している。
2001年にリリースした、4thデモ『Wastel』がきっかけとなり、イギリスのインディーズレーベル、レイジ・オヴ・アキレスと契約。また、同年には、ミッコ・ペンナネン (Key)が加入。2002年に1stEP『Steal the Light』をリリースし、デビューを飾った。1stEPリリース後、ミッコ・ペンナネンが脱退。2003年に、1stアルバム『Spirits And August Light』をリリース。脱退したミッコ・ペンナネンはゲスト参加した。同アルバムは、日本でもホット・ロッキンより日本盤がリリースされた。この日本盤には、1stEPがボーナスとして収録された。リリース後、ユッカ・ペララ (Key)が加入。
ドイツの大手レーベル、ニュークリア・ブラストに移籍して、2004年に2ndアルバム『Years In Waste』をリリース。日本ではアヴァロン・レーベルからリリースされた。2005年にユッカ・ペララが脱退し、アーポ・コイヴィスト (Key)が加入。2006年には、アンティ・フィルップも脱退し、ユッカ・ペルコネン (Vo)が加入。イギリスの大手レーベル、キャンドルライト・レコードに移籍して、2007年に3rdアルバム『Stuck Here on Snake's Way』をリリース。リリース後、ヤンネ・マルッカネンが脱退、エーリック・プルドン (B)が加入。2008年に、4thアルバム『The Redshift』をリリースした。リリース後、エーリック・プルドンが脱退し、トニ・マキが加入。2010年にハリ・ピッカが脱退。メンバー補充はされずシングルギター体制で活動を継続する。ライフフォース・レコードに移籍して、2011年に5thアルバム『New World Shadows』をリリース。リリース後、ヨーナス・コト(G)が加入した。
2012年3月には、トニ・マキが脱退した。後任はすぐには補充されず、一部のライヴには、元メンバーのエーリック・プルドンがセッションで参加した。同年9月末、元アモラルのエルッキ・シルヴェンノイネンが加入した。2013年に、6thアルバム『Beyond』をリリース。なお同アルバムのベースは、元メンバーのエーリック・プルドンが担当しており、エルッキ・シルヴェンノイネンは参加していない。
2014年にヘッドライナーとして来日する予定だったが、直前でツアーはキャンセルとなった。バンド側はツアーキャンセルの理由について、公式フェイスブックで、来日公演を主催した韓国のプロモーター会社による出演料未払いや航空券未手配などのトラブルを挙げている。
2015年夏に行われたアメリカツアーでは、家族の事情でドラマーのヤルモ・ピッカが参加できず、ヘイトフォームやトーチャー・キラーで活動しているトゥオモ・ラトヴァラがツアーセッションとして参加した。
2016年2月に7thアルバム『Grey Heavens』をリリース。3rdアルバム以降、日本盤がリリースされていなかったが、2ndアルバムと同じアヴァロン・レーベルから日本盤がリリースされることとなった。2ndアルバムから5枚目、実に12年ぶりの日本盤リリースとなる。
2016年10月、ヤルモ・ピッカの脱退とトゥオモ・ラトヴァラ (Ds)の加入が発表された。トゥオモは過去にライヴサポートとしてオムニアム・ギャザラムに参加していた。また、同月にはセンチュリー・メディア・レコードと契約したことが発表された。
2018年2月、8thアルバム『The Burning Cold』をリリース。日本ではソニー・ミュージックレーベルズから日本盤がリリースされた。2019年3月末、エルッキ・シルヴェンノイネンの脱退が発表された。脱退の原因は、ツアーによる疲れと他の活動への注力のためとのこと。エルッキ・シルヴェンノイネン脱退後のライヴには、ピリ・ハンスキとミッコ・キヴィストがサポートベーシストとして参加することも併せて発表された。2020年3月末日、新たなベーシストとしてサポート参加していたミッコ・キヴィスト (B)が加入したことが発表された。更に同時に、ギタリストのヨーナス・コトが既に脱退していたことも発表された。脱退の原因は、ツアーに対する疲れによるものであった。コト脱退後には、サポートとしてヴァンハラのインソムニウムで同僚のヤニ・リーマタイネンと元アーチ・エネミーのニック・コードルが参加することも併せて発表された。
2021年11月、9thアルバム『Origin』をリリース。アリージョンとブラック・クラウン・イニシエイトのサポートによる北米ツアーが発表された。また、アルバムレコーディング後にドラマーのラトヴァラが脱退しており、ウィスパードなどで活動していたアッテ・ペソネンが加入した。2022年6月末に、これまでサポート参加していたニック・コードルが正式ギタリストとして加入したことが発表された。

## メンバー

### 現メンバー
- ユッカ・ペルコネン (Jukka Pelkonen) - ボーカル (2006 - )

加入後から全曲の作詞を担当している。
エレニウムでも活動。
- マルクス・ヴァンハラ (Markus Vanhala) - ギター (1996 - )

現在在籍する唯一のオリジナルメンバーであり、バンドのメインコンポーザーである。
インソムニウム、マニトウ、マルプラクティス、ゴア・ペネトレイションでも活動。
- ニック・コードル (Nick Cordle) - ギター (2022 - )

元々セッションメンバーとして参加しており、その後、正式メンバーとして加入した。
アーチ・エネミー、アーシス、サンクチュアリ（ライヴ参加）、インソムニウム（ライヴ参加）などで活動。
- ミッコ・キヴィスト (Mikko Kivistö) - ベース (2020 - )

元々サポート参加していた。ペイン・コンフェッサーでも活動。
- アーポ・コイヴィスト (Aapo Koivisto) - キーボード (2005 - )
- アッテ・ペソネン (Atte Pesonen) - ドラム (2021 - )

ウィスパードなどでも活動。

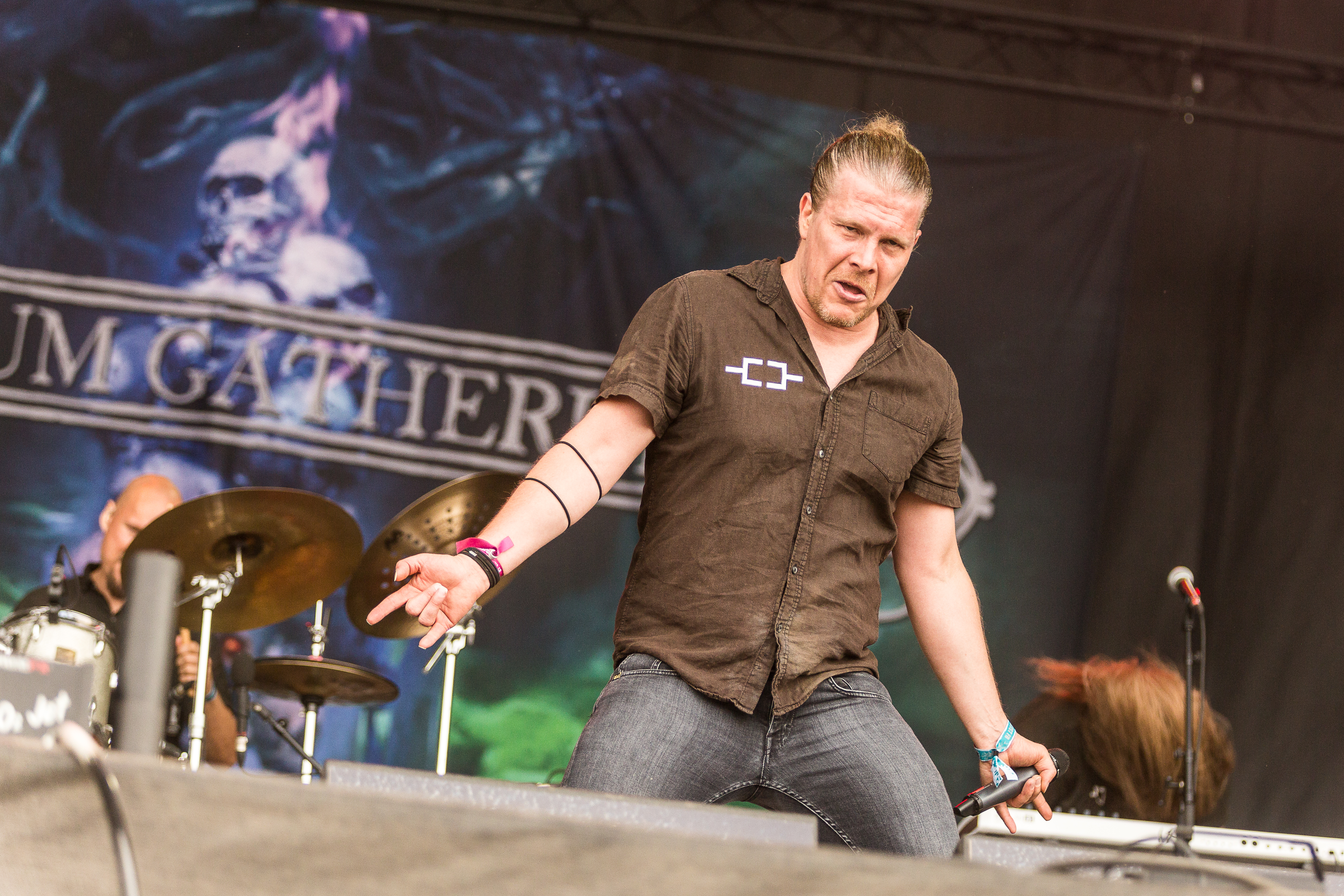
ユッカ・ペルコネン (Vo) 2019年
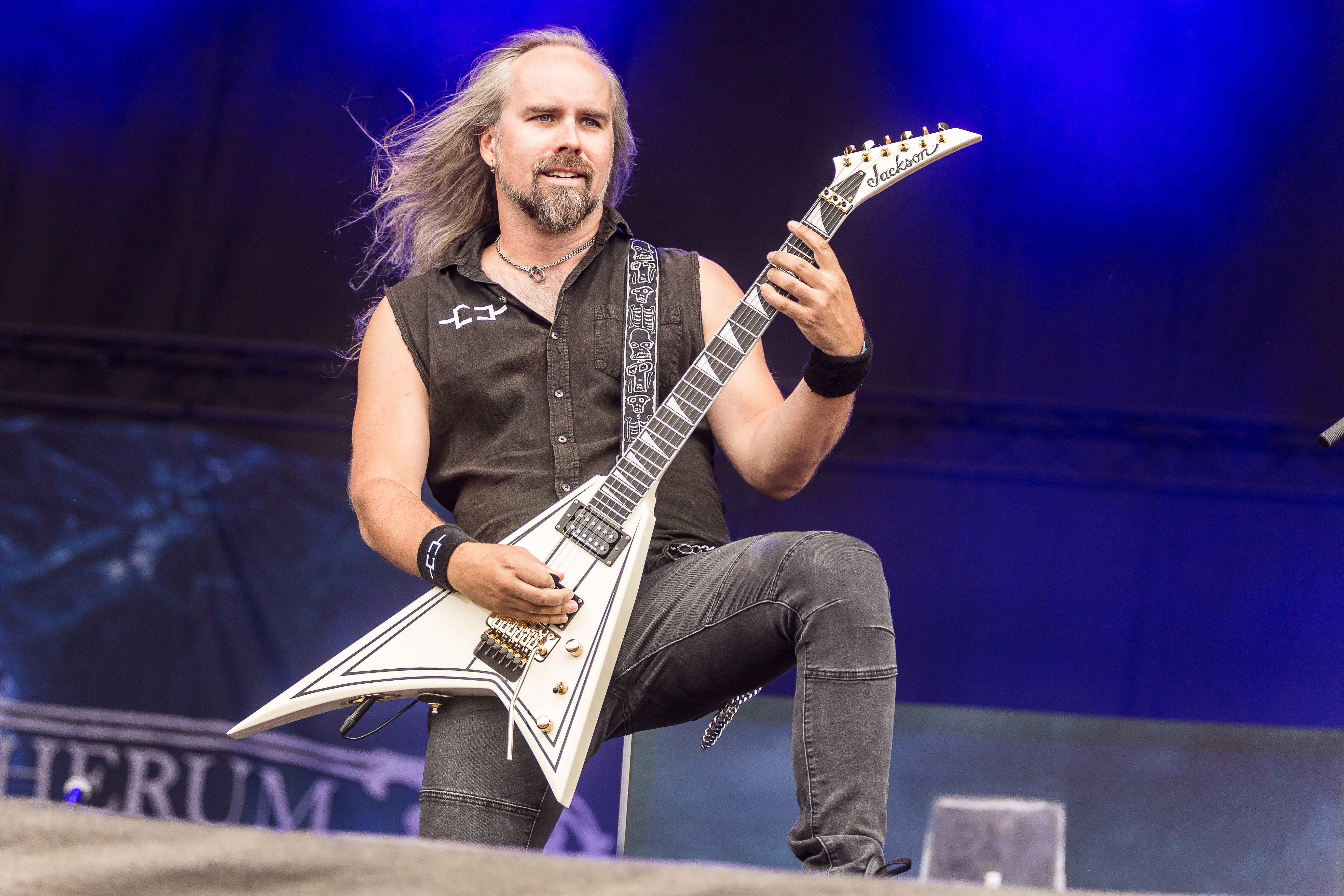
マルクス・ヴァンハラ (G) 2019年
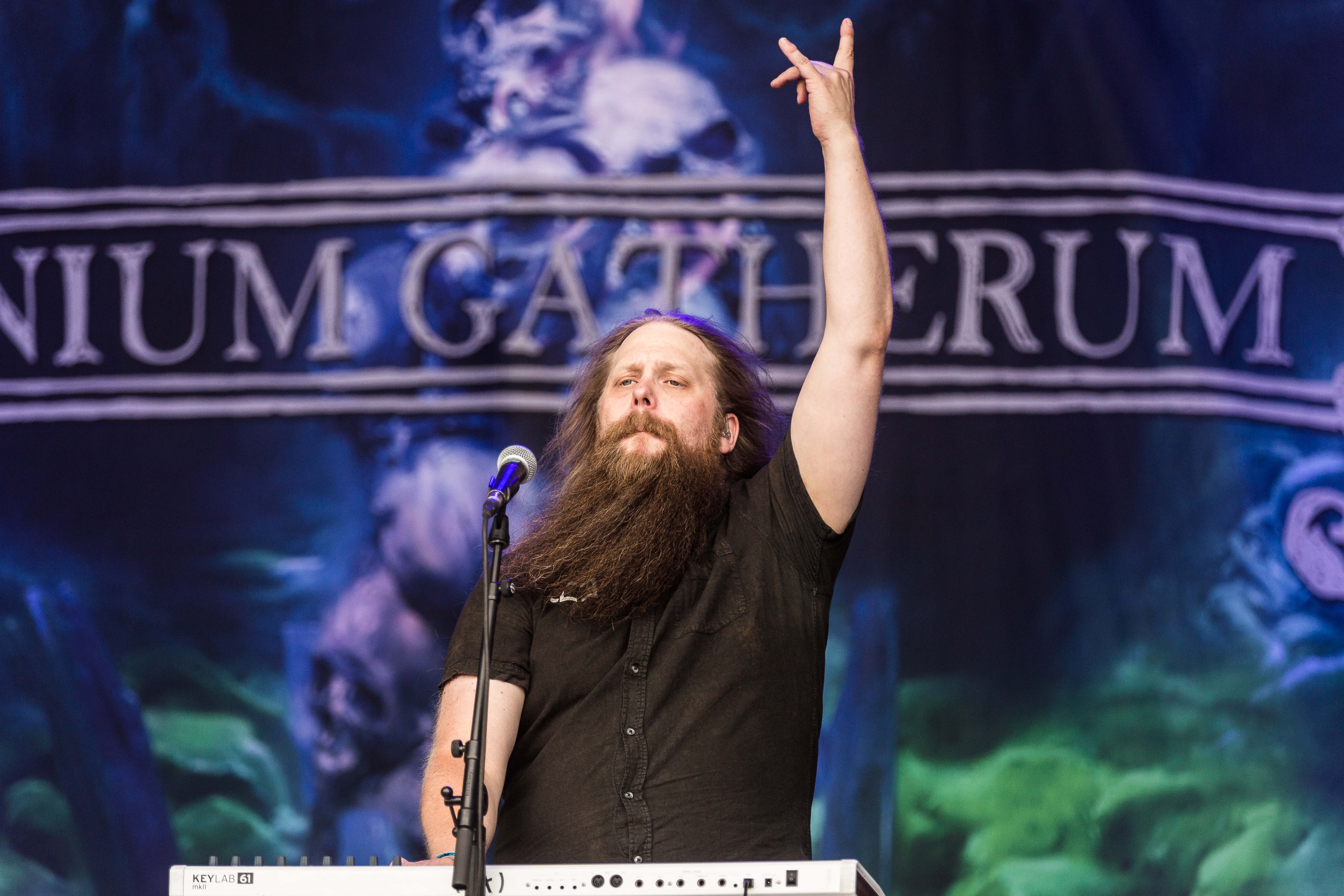
アーポ・コイヴィスト (Key) 2019年

### 元メンバー
- オッリ・ラッパライネン (Olli Lappalainen) - ボーカル (1996 - 2000)

1996年からハリ・ピッカの加入する1997年まではボーカルに加えてギターも担当していた。
- アンティ・フィルップ (Antti Filppu) - ボーカル (2000 - 2006)

当初は、サポート（セッションメンバー）として参加したが、そのまま正式メンバーとなった。
在籍時は全曲の作詞を担当していた。
- ハリ・ピッカ (Harri Pikka) - ギター (1997 - 2010)

在籍時は、マルクス・ヴァンハラと共に、メインコンポーザーだった。
カイホロ、トータル・デヴァステーションでも活動。
- ヨーナス・コト (Joonas Koto) - ギター (2011 - 2020)

マルプラクティス、トゥー/ダイ/フォーでも活動。
- オッリ・ミッコネン (Olli Mikkonen) - ベース (1996 - 1997)
- ヤリ・クーシスト (Jari Kuusisto) - ベース (1997 - 1998)

カーナル・フォージ、イン・ザイ・ドリームスで活動していた同名のギタリストとは別人。
- ヤンネ・マルッカネン (Janne Markkanen) - ベース (1998 - 2007)
- エーリック・プルドン (Eerik Purdon) - ベース (2007 - 2008)

トニ・マキ脱退後のいくつかのライヴにセッションとして参加。
- トニ・マキ (Toni Mäki) - ベース (2008 - 2012)
- エルッキ・シルヴェンノイネン (Erkki Silvennoinen) - ベース (2012 - 2019)

6thアルバム『Beyond』には不参加。
アモラル、アリ・コイヴネン、De Lirium's Orderでも活動。
- ミッコ・ニュカネン (Mikko Nykänen) - キーボード (1996 - 1999)
- ミッコ・ペンナネン (Mikko Pennanen) - キーボード (2001 - 2002)
- ユッカ・ペララ (Jukka Perälä) - キーボード (2003 - 2005)

マニトウでも活動。
- ヴィレ・サロネン (Ville Salonen) - ドラム (1996 - 1999)
- ヤルモ・ピッカ (Jarmo Pikka) - ドラム (1999 - 2016)

ゴア・ペネトレイション、トータル・デヴァステーションでも活動。
- トゥオモ・ラトヴァラ (Tuomo Latvala) - ドラム (2016 - 2021)

2015年よりヤルモ・ピッカの代役としてツアーに参加していた。
トーチャー・キラー、ヘイトフォーム、デミゴッド等で活動。

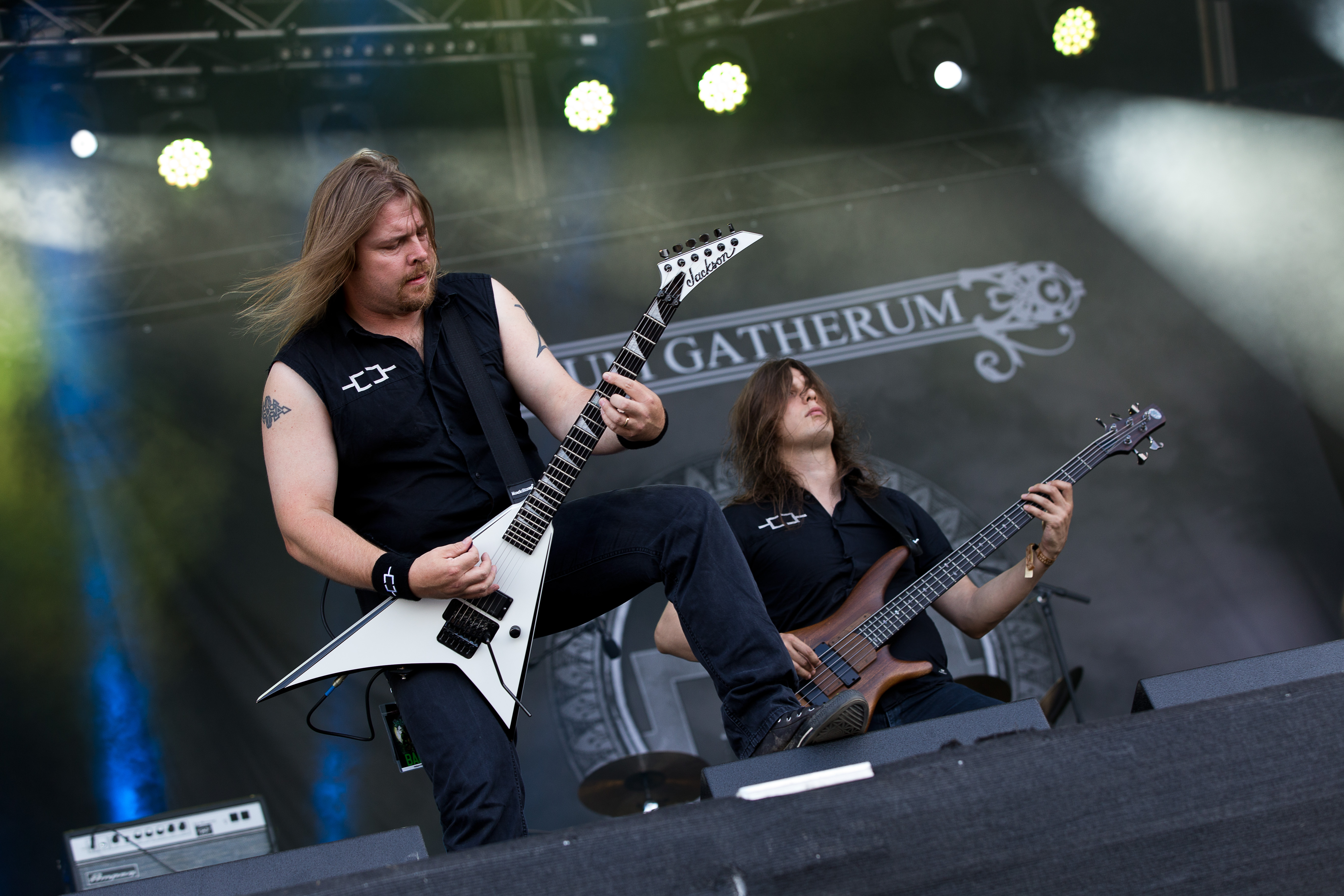
ヨーナス・コト (G)とエルッキ・シルヴェンノイネン (B) 2016年
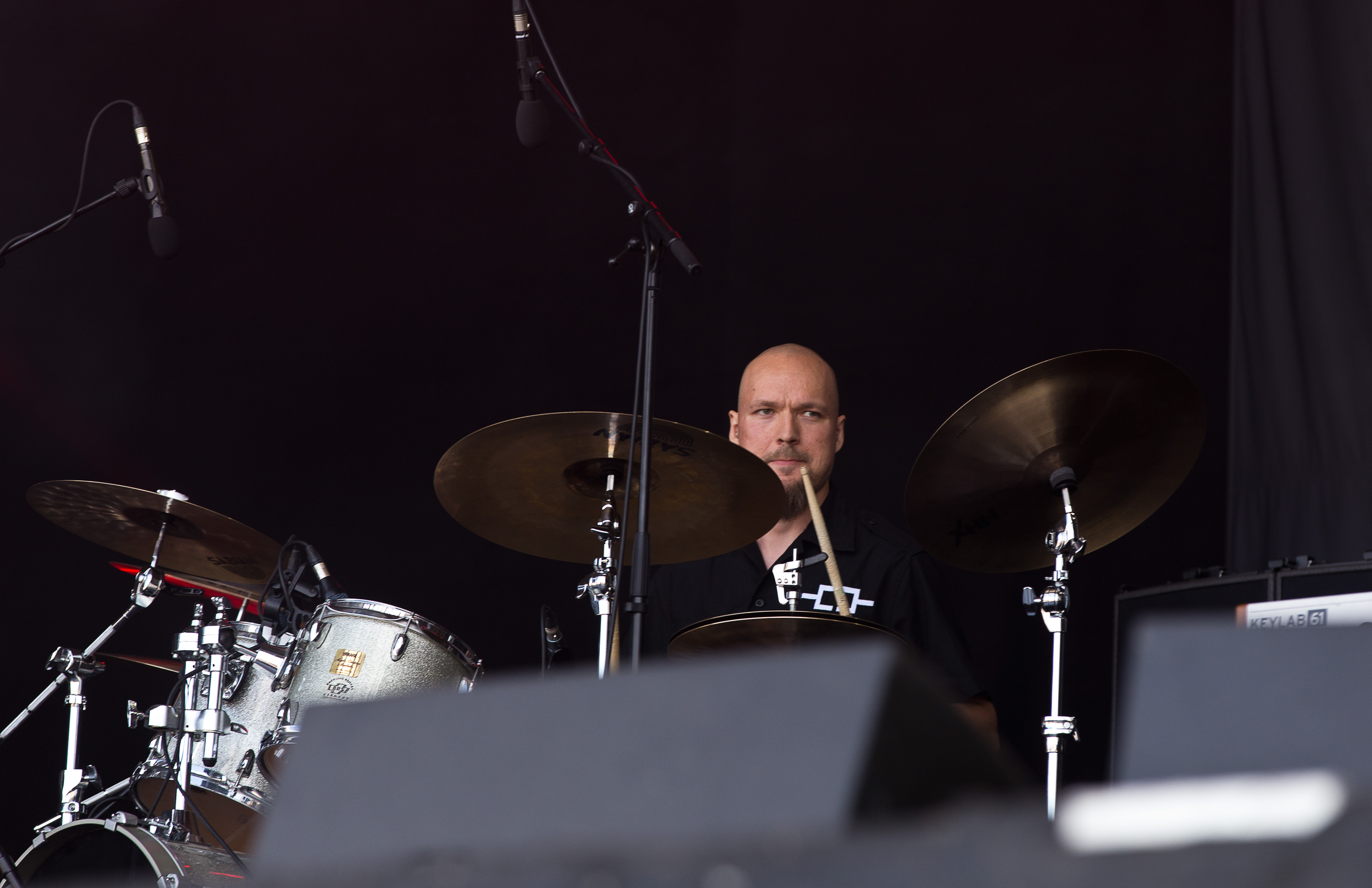
トゥオモ・ラトヴァラ (Ds) 2016年

### セッションメンバー
- アンティ・フィルップ (Antti Filppu) - ボーカル

サポート参加後、そのまま正式メンバーとなった。
- エーリック・プルドン (Eerik Purdon) - ベース

元メンバー。マキ脱退後のいくつかのライヴにセッションとして参加。
6thアルバム『Beyond』において、セッションでベースを担当した。
- トミ・ペッコラ (Tomi Pekkola) - キーボード

4thデモ『Wastel』に参加。
- ミッコ・ペンナネン (Mikko Pennanen) - キーボード

元メンバー。1stアルバム『Spirit And August Light』にセッション参加。
- トゥオモ・ラトヴァラ (Tuomo Latvala) - ドラム

2015年のアメリカツアーに参加。後に正式メンバーとして加入。
- プル・ハンスキ (Pyry Hanski) - ベース

2019年のシルヴェンノイネン脱退後のライヴにセッション参加。
グロリア・モルティ、ビフォア・ザ・ドーン、モービッド・ヴォミット、イオニアン・ソロウ等で活動。
- ミッコ・キヴィスト (Mikko Kivistö) - ベース

2019年のシルヴェンノイネン脱退後のライヴにセッション参加。後に正式メンバーとして加入した。
ペイン・コンフェッサー等で活動。
- ヤニ・リーマタイネン (Jani Liimatainen) - ギター

2020年のコト脱退後にサポート参加。
インソムニウム、ソナタ・アークティカ、ケインズ・オファリングでも活動。
- ニック・コードル (Nick Cordle) - ギター

2020年のコト脱退後にサポート参加。2022年6月末、正式メンバーとして加入した。

## ディスコグラフィー
- 1997年 Forbidden Decay (Demo)
- 1998年 Omnium Gatherum (Demo)
- 1999年 Gardens, Temples... This Hell (Demo)
- 2001年 Wastrel (Demo)
- 2002年 Steal the Light (EP)
- 2003年 Spirits And August
- 2004年 Years In Waste
- 2007年 Stuck Here on Snake's Way
- 2008年 The Redshift
- 2011年 New World Shadows
- 2013年 Beyond
- 2016年 Grey Heavens
- 2018年 The Burning Cold
- 2021年 Origin